# Pat Brady
Pat Brady (31 de diciembre de 1914 – 27 de febrero de 1972) fue un actor estadounidense conocido principalmente por ser el compañero de reparto del actor cowboy Roy Rogers.

## Biografía
Su verdadero nombre era Robert Patrick Aloysius O'Brady, y nació en Toledo (Ohio). Pat Brady tuvo su primer contacto con la escena a los cuatro años de edad. Desde el momento en que participó en una producción itinerante con el Cabbage Patch, el resto de su vida la dedicó al mundo del espectáculo. Mientras actuaba tocando el bajo en California en 1935, Pat entabló amistad con un joven cantante de country y western llamado Leonard Slye, miembro del popular grupo Sons of the Pioneers. Cuando Len Slye llegó al estrellato cinematográfico con el nombre de Roy Rogers, recomendó que Brady le sustituyera en el Sons. 
Pasándose al cine en 1937, Brady interpretó papeles cómicos de apoyo en varios de los westerns de Charles Starrett para Columbia. A comienzos de la década de 1940 se pasó a Republic Pictures, donde interpretó a Sparrow Biffle en las producciones de Roy Rogers. Cuando Rogers empezó a trabajar en televisión en 1951, se llevó a Brady con él. En este medio participó en más de cien episodios de "The Roy Rogers Show", siempre al volante de su jeep "Nellybelle." 
Mucho después de la cancelación de la serie semanal, Brady seguía asociado a Rogers en la televisión y en actuaciones personales. También se volvió a unir con Sons of the Pioneers en 1959, reemplazando a Shug Fisher, un conocido actor de carácter. En el otoño de 1962, Brady actuó junto a Rogers y Dale Evans, esposa de Rogers, en su show para la ABC The Roy Rogers and Dale Evans Show, que se mantuvo en antena poco tiempo, dada la competencia y los índices de audiencia logrados por  The Jackie Gleason Show en la CBS. En el programa, junto a Brady, trabajaba otro nativo de Toledo, Ohio, el comediante Cliff Arquette. 
Pat Brady falleció en 1972, a los cincuenta y siete años de edad, en Green Mountain Falls, Colorado, a causa de un accidente de tráfico. Fue enterrado en el Cementerio Evergreen de Colorado Springs (Colorado).